# Joseph Oscar Irwin
 (mars 2020).
Si vous disposez d'ouvrages ou d'articles de référence ou si vous connaissez des sites web de qualité traitant du thème abordé ici, merci de compléter l'article en donnant les références utiles à sa vérifiabilité et en les liant à la section « Notes et références ».
Pour les articles homonymes, voir Irwin.
Joseph Oscar Irwin (17 décembre 1898- 27 juillet 1982) est un statisticien britannique qui a promu l'utilisation de méthodes statistiques dans les tests biologiques et d'autres domaines de la médecine de laboratoire. La portée d'Irwin dans la statistique mathématique moderne le distingue non seulement des statisticiens médicaux anciens comme Major Greenwood, mais contemporains comme Austin Bradford Hill.

## Biographie
Oscar Irwin est né à Londres. Il a suivi les cours de la City of London School où il se spécialise dans les classiques puis en mathématiques. En décembre 1917, il a reçu une bourse d'études au Christ's College de Cambridge. Une maladie grave l'a dispensé du service militaire, mais il a passé une année à calculer des trajectoires antiaériennes pour Karl Pearson. Lorsque Irwin est diplômé de Cambridge en 1921, il rejoint le département de Pearson des statistiques appliquées. Irwin a publié son premier travail là-bas, y compris son article de 1927 sur la répartition des moyennes.
En 1928, Irwin a déménagé à la station expérimentale de Rothamsted où il est resté jusqu'en 1931. Son ancien patron Pearson et son nouveau patron Ronald Fisher étaient  assez méchants envers lui, mais la nature conciliante d'Irwin lui a permis de rester en bons termes avec les deux hommes. À Rothamsted, il a continué à travailler sur les statistiques mathématiques et il est devenu l'un des premiers à maîtriser les innovations de Fisher. Fisher a fait quelques concessions à ses lecteurs: il faut lire l'histoire de George Alfred Barnard, très connue « vous êtes un mathématicien, alors travaillez-y ».
Irwin a apporté une contribution importante à la diffusion des idées de Fisher en écrivant des œuvres descriptives. Dans son appréciation, Greenberg rappelle quand les statisticiens mathématiques RC Bose et SN Roy lui ont dit comment, en lisant Irwin, ils avaient été en mesure de comprendre Fisher. Un autre projet éducatif précieux a été la série de documents « progrès récents en statistiques mathématiques » qu'Irwin a débutés en 1931.
De 1931 jusqu'à sa retraite en 1965 Irwin a travaillé pour le Conseil de recherches médicales à la London School of Hygiene and Tropical Medicine. En plus de faire ses propres recherches, il a été consultant sur les questions statistiques techniques. Il y eut une pause pendant la Seconde Guerre mondiale lorsqu'Irwin était responsable de l'enseignement des statistiques à Cambridge. Pour beaucoup de mathématiciens, y compris Lindley, Armitage et Kempthorne, les cours d'Irwin ont été la première étape pour devenir statisticiens.
À la MRC Irwin a écrit une série de documents importants sur la médecine. Son article de 1935 : « le test exact de Fisher » a été une contribution importante sur la théorie statistique. Irwin fit ce travail en 1933, précédant le travail plus connu de Fisher et Yates. Après la guerre, Irwin a entrepris un certain nombre d'études de collaboration à long terme, souvent des comités officiels. Ceux-ci ont été appliquées à des études, mais il a continué à travailler sur des problèmes plus mathématiques, par exemple, il a produit une série de documents sur la distribution Waring Généralisée.
Oscar Irwin a reçu de nombreux honneurs et a servi comme président de la Royal Statistical Society en 1962-1964; il jouait un rôle important dans les affaires de la société depuis de nombreuses années.
Greeenberg a décrit l'homme "JO Irwin était une bonne âme à la voix douce qui avait un énorme intérêt pour ses étudiants et leurs réalisations ... Il était aimable, le genre de professeur distrait qui fumait plus d'allumettes que de tabac dans sa pipe tellement il était concentré dans ses réflexions sur d'autres questions importantes."

## Source bibliographique
- (en) Peter Armitage, « Joseph Oscar Irwin, 1898-1982 », Journal of the Royal Statistical Society. Series A (General), vol. 145, no 4,‎ 1982, p. 526-528 (JSTOR 2982124)